# Lophostreptus ptilostreptoides
Lophostreptus ptilostreptoides är en mångfotingart som beskrevs av Carl 1909. Lophostreptus ptilostreptoides ingår i släktet Lophostreptus och familjen Spirostreptidae. Inga underarter finns listade i Catalogue of Life.